# Misja Międzysojusznicza do Polski

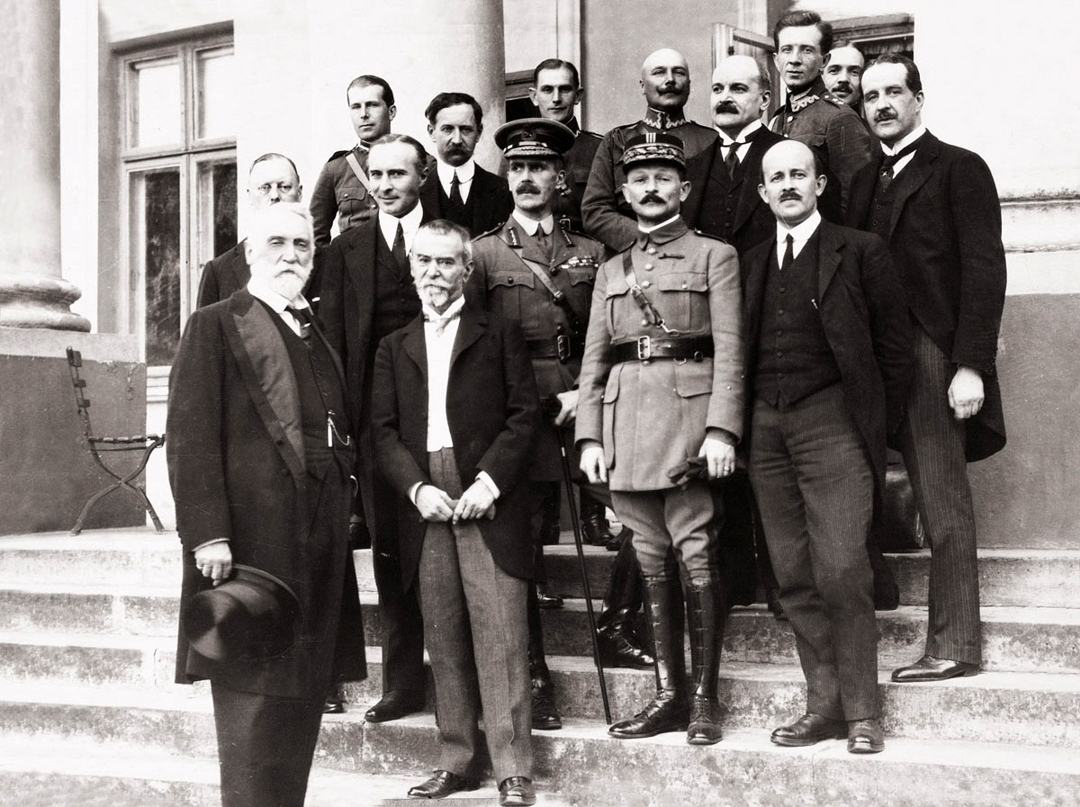
Członkowie Misji w Warszawie

Misja Międzysojusznicza do Polski (ang. Interallied Mission to Poland, fr. Mission interalliée en Pologne) – brytyjsko-francuska misja dyplomatyczna w Polsce powołana zgodnie z postanowieniami konferencji w belgijskim mieście Spa. Misja przybyła do Warszawy 25 lipca 1920 w trakcie wojny polsko-bolszewickiej, na niecałe trzy tygodnie przed Bitwą Warszawską. 
Misją kierował brytyjski ambasador w Berlinie Edgar Vincent D’Abernon. Oprócz niego Wielką Brytanię reprezentowali Maurice Hankey, sekretarz gabinetu premiera Davida Lloyda George’a i generał Percy Radcliffe. Francję reprezentowali Jean Jules Jusserand, ambasador Republiki w Waszyngtonie i generał Maxime Weygand, szef Sztabu Generalnego Francuskich Sił Zbrojnych.

## Cele
Misja Międzysojusznicza do Polski, powołana z inicjatywy premiera Wielkiej Brytanii, Lloyda George’a, miała doradzać polskiemu rządowi w czasie rokowań rozejmowych z Rosją Radziecką, jednak jej nieoficjalnym zadaniem było zastąpienie urzędującego rządu Wincentego Witosa osobami skłonnymi do zawarcia rozejmu z bolszewikami i odsunięcie Naczelnika Państwa Józefa Piłsudskiego od Naczelnego Dowództwa Wojska Polskiego. Przyjęcie misji w Warszawie było życzliwe jeśli chodzi o polskie społeczeństwo, które widziało w niej upragnioną pomoc Europy Zachodniej lub przynajmniej jej zapowiedź, natomiast sceptyczne wśród polskich kół rządowych i wojskowych.

## Rezultaty
Misja Międzysojusznicza do Polski przybyła do Warszawy dzień po powołaniu nowego, koalicyjnego rządu Wincentego Witosa, więc główne zadanie misji stało się nieaktualne. Próby pomocy w doprowadzeniu do rozejmu również okazały się bezowocne, bowiem pod koniec lipca 1920, ani Polacy ani bolszewicy nie byli zainteresowani przerwaniem walk. Sukcesem misji było obsadzenie generała Weyganda w roli doradcy szefa Sztabu Generalnego Wojska Polskiego generała Tadeusza Rozwadowskiego. W Bitwie Warszawskiej (13–25 sierpnia 1920) Weygand nie odegrał jednak wielkiej roli – udało mu się przekonać generała Władysława Sikorskiego o znaczeniu obronnym Wkry, ale inne sugestie dotyczące organizacji polskiej obrony były odrzucane. Generał Maxime Weygand opuścił Warszawę 25 sierpnia. We Francji witany był jako główny zwycięzca Bitwy Warszawskiej i odznaczony Krzyżem Wielkim Legii Honorowej.
Szef Misji Edgar Vincent D’Abernon swoje doświadczenia z okresu jej kierowania zawarł w książce The eighteenth decisive battle of the world: Warsaw, 1920.